# Bunker in der Borchersstraße

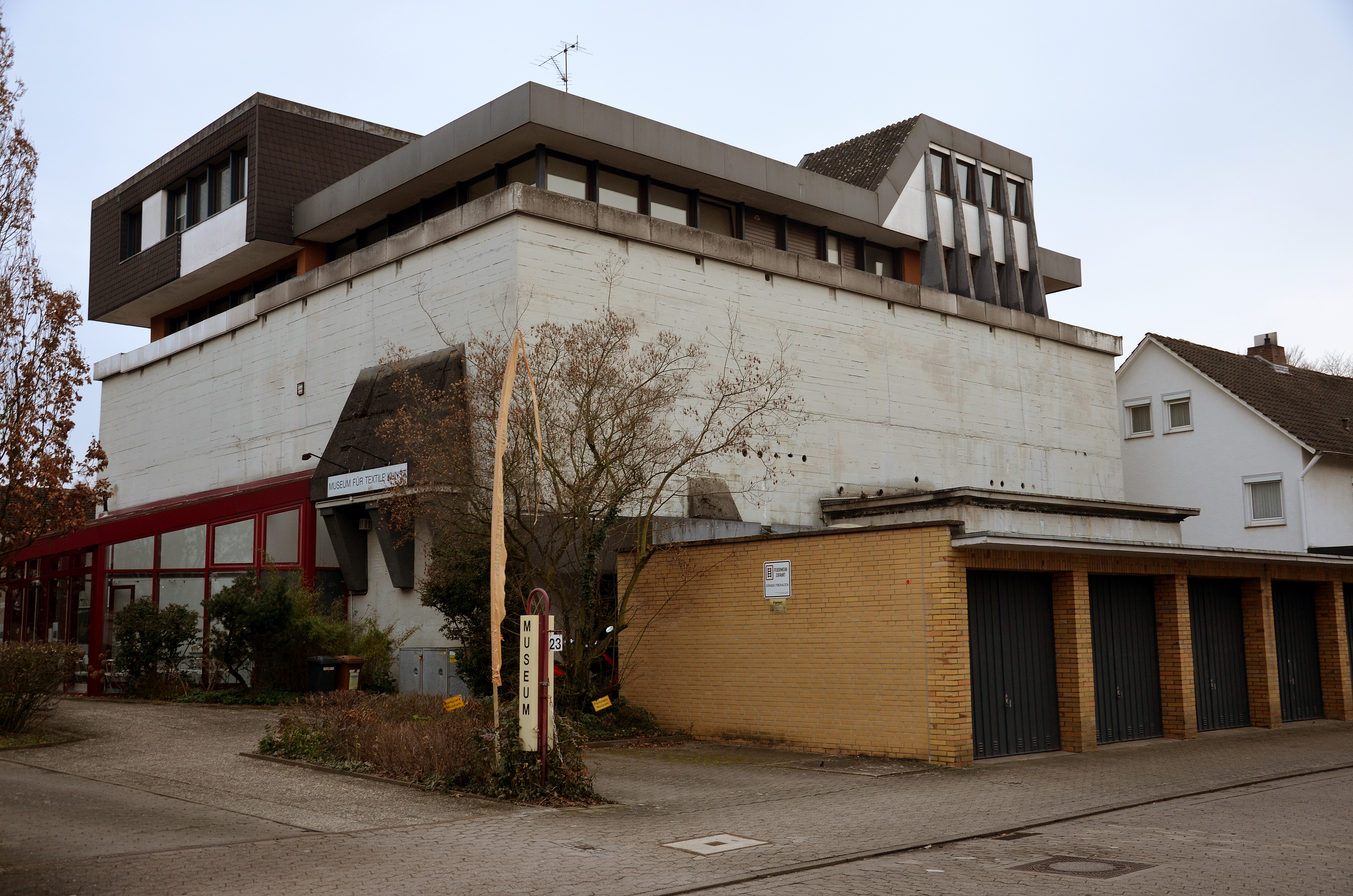
Der zum Museum für textile Kunst umgenutzte Hochbunker in Kirchrode mit seinen extravaganten Penthouse-Aufbauten

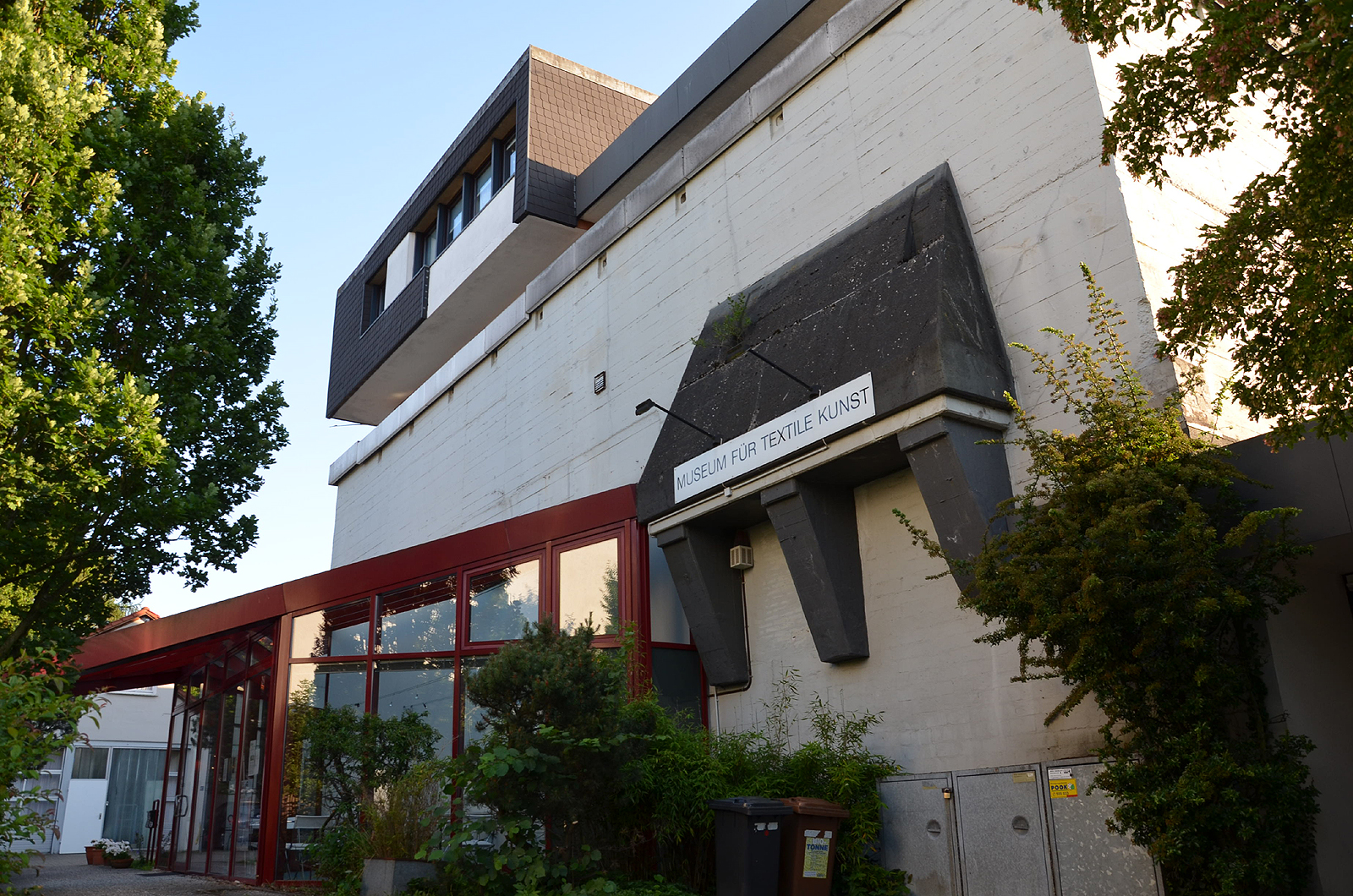
Der in den 1990er Jahren gestaltete Galerievorbau am Eingang zum Museum für textile Kunst

Der Bunker in der Borchersstraße in Hannover, Stadtteil Kirchrode, ist ein ehemaliger Luftschutzbunker, der heute unter anderem als Sitz für das Museum für textile Kunst dient.

## Geschichte
Der Hochbunker wurde zur Zeit des Nationalsozialismus gegen Ende des Zweiten Weltkrieges errichtet. Der während der Luftangriffe auf Hannover im Jahr 1944 annähernd würfelförmig erbaute Betonbau mit einem Volumen von 22 × 22 × 21 m war ursprünglich für die Luftwaffe der Wehrmacht vorgesehen, wurde dann aber bis Kriegsende nicht in Betrieb genommen.
Ein in der Nachkriegszeit unternommener Versuch einer Sprengung misslang.
Anfang der 1990er Jahre wurde der Bunker neuen Nutzungen zugeführt. Für eine anfangs im Erdgeschoss vorgesehene Galerie (Galerie Borkowski), die heute Teil des Museums ist, wurde zunächst ein Eingang aus dem Mauerwerk herausgeschnitten. In das Gebäude wurde ein Fahrstuhl eingebaut und auf dem Dach Penthouse-Wohnungen errichtet.